# Comté d'Adams (Washington)
Pour les articles homonymes, voir Comté d'Adams.
Le comté d'Adams est un des 39 comtés de l'État de Washington, aux États-Unis. Son nom est un hommage au second Président des États-Unis, John Adams. En 2020, sa population était de 20 613 habitants. Son chef-lieu est Ritzville, et sa plus grande ville est Othello.

## Géographie
Selon le bureau du recensement des États-Unis, le comté couvre une surface totale de 4 998 km2 occupé à 99,75 % par de la terre (4 986 km2), le comté comporte donc 12 km2 de surface aquatique. Il est traversé par l'Interstate 90 et l'U.S. Route 395.

## Composition
Le comté est formé de villes et de « towns » (qui sont l'intermédiaire entre la ville et le village) mais aussi de zones qui n'appartiennent à aucune de ces catégories appelées « Census-designated places » ou « Census-designated communities ».
- villes et towns
  - Hatton (nombre d'habitants :98)
  - Lind (582)
  - Othello (5 847)
  - Ritzville (1 736)
  - Washtucna (260)
- Census-designated places:
  - Benge
  - Cunningham
  - Marcellus
  - Packard
  - Paha
  - Ralston
  - Royal Slope